# Traralgon International 2022
Das Traralgon International 2022 war ein Tennisturnier der ITF Women’s World Tennis Tour 2022 für Damen und ein Tennisturnier der ATP Challenger Tour 2022 für Herren in Traralgon. Die Turniere fanden parallel vom 3. bis 9. Januar 2022 statt.